# Benyák Zoltán
Benyák Zoltán (Budapest, 1976. június 4.) magyar író. Leginkább fantasy és szürrealista témájú munkáiról ismert.
Benyák Zoltán a 2000-es évek közepén kezdett publikálni. Főként regény és novella műfajában alkot. Emberközpontú, lélektani témái és fantasztikus hangulatai felismerhetővé teszik stílusát.

## Életrajz
Benyák Zoltán Tatabányán él, első novellája 1997-ben jelent meg a Solaria internetes magazinban. 2004-ben szerzett mérnöki diplomát, az ezután következő évektől rendszeresen publikál. Írásai az Újgalaxis jelenteti meg. 2006-ban megnyeri az Ankh egyház novellapályázatát. Ezekben az években végzi el a Magyar Író Akadémia szemináriumait. Jonathan Cross álnéven 2007-ben jelenik meg első regénye a Veszett lelkek városa az Agenda Kiadó gondozásában. 2008-ban a Kvartett című regényért Zsoldos Péter díjra jelölik. 2011-ben más írókkal közösen jelenteti meg a Pokoli Szimfóniák című novelláskötetet. 2012-ben először publikál saját néven, egy történelmi művet, A háború gyermekét, amit a Historium kiadó jelentet meg. Ezt követi ebben az évben az Ars Fatalis című regénye, amiben a hétköznapokat ruházza fel csodával. A regényt jelölték KIMTE egyesület Magyar Fantasy díjára. 2013-ban Az idő bolondjai regény következik, ami abban az évben el is nyeri a Magyar Könyvek Viadalának Szépirodalmi díját. 2014 egy realista regényt hoz, a Csavargók dalát, amiben három hontalan talál egy szemétbe dobott csecsemőt. Ezután az Athenaeum Kiadó jelenteti meg műveit. Elsőként A nagy illúziót, ami egy páratlan túlvilági utazás kalandja. Az utolsó emberig című regény pedig egy alternatív történelmi regény, és egyben csatározás a jó és a rossz között.
2020-ban lát napvilágot a Képtelen történet, egy korosztálytól függetlenül élvezhető fantasztikus kaland egy álmában ragadt mesemondó és egy kitalált kislány kalandjairól.

## Művei

### Regények
- Veszett lelkek városa (szürrealista thriller, urban fantasy 2007) - Jonathan Cross néven
- Kvartett (sci-fi, 2008) – Zsoldos Péter-jelölés - Jonathan Cross néven
- A háború gyermeke (történelmi, 2011)
- Ars Fatalis (szürrealista, modern fantasy, 2012)
- Az idő bolondjai (szépirodalom, modern fantasy, 2013)
- Csavargók dala (szépirodalom, realista, 2014)
- A nagy illúzió (szépirodalom, Szürrealista modern fantasy - Athenaeum, Bp., 2016)
- Az utolsó emberig; (szépirodalom, alternatív történelmi, modern fantasy - Athenaeum, Bp., 2018)
- Képtelen történet (Családi fantasztikus, Főnix Könyvműhely 2020)
- Féktelen történet (Családi fantasztikus, Főnix Könyvműhely 2021)
- Requiem 1. Könyv - Egy különös tavasz emlékezete  (szépirodalom, modern fantasy, 2023)
- Requiem 2. Könyv - Egy forrongó nyár emlékezete  (szépirodalom, modern fantasy, 2024)
- Requiem 3. Könyv - Egy nehéz tél emlékezete  (szépirodalom, modern fantasy, 2024)

### Novellák
- Időkatasztrófa (sci-fi, Újgalaxis - 2005)
- Mr. Wells különös dolgai (sci-fi, Újgalaxis - 2005)
- A doktorok (Pokoli szimfóniák Antológia, szürrealista fantasy - 2010) - Jonathan Cross néven
- Sapiens (Falak mögött a világ Antológia, sci-fi, Ad Astra kiadó - 2014)
- Nulla és egy (2045 Antológia, scifi, Ad Astra Kiadó - 2015)
- Egy évszázad háború (Pokoli teremtmények, ördögi szerkezetek Antológia, Atompunk, Főnix Könyvműhely - 2015)
- A díler (Élet és Irodalom - 2021) Ingyenesen olvasható: https://www.es.hu/cikk/2021-04-01/benyak-zoltan/a-diler.html
- Fogaskerék (Galaktika 375. szám, scifi - 2021)
- e (Galaktika 394. szám, scifi - 2023)
- Analóg (Galaktika 400. szám, scifi - 2023)